# Система холостого хода (карбюратор)
Система холостого хода (СХХ) - одна из систем карбюратора, которая обеспечивает работу двигателя внутреннего сгорания на холостом ходу и на переходном режиме, а также компенсацию состава смеси на всех остальных режимах работы двигателя.

## Устройство
Представляет собою воздушный, топливный и эмульсионный каналы с дозирующими элементами - жиклерами холостого хода или актюаторами. Топливный жиклер холостого хода запитывается из нижней части эмульсионного колодца, таким образом он оказывается включен в топливный канал ГДС. Воздушный жиклер ХХ соединен с пространством верхней части смесительной камеры, что обеспечивает изменение количества воздуха, поступающего в СХХ при разных режимах работы двигателя. 
Ввиду указанных выше особенностей, СХХ является очень важным звеном компенсации смеси для ГДС. Очень часто воздух подается в СХХ по двум каналам, что обеспечивает двухступенчатое эмульгирование, способствующее дополнительной гомогенизации смеси и равномерности состава смеси по цилиндрам. СХХ открывается в смесительную камеру в задроссельном пространстве, где на холостых оборотах имеется вакуум достаточной для её работы степени. Отдельный канал соединяет СХХ с переходными отверстиями, расположенными в зоне кромки приоткрытой дроссельной заслонки. 
Карбюраторы К-88 и ДААЗ-2108 имеют одно вертикальное щелевидное отверстие, часть его, расположенная ниже кромки дросселя, обеспечивает холостой ход, при открытии дросселя эта часть естественно увеличивается, обеспечивая переходный режим.
Часто, для обеспечения высоких экологических параметров и для обеспечения равномерности состава смеси по цилиндрам, выполняется с дополнительными смесительными устройствами, фактически представляющими собой карбюратор в карбюраторе, работоспособный при малых расходах воздуха (например, АСХХ «Каскад»). В этом случае дополнительный воздух поступает в СХХ в максимальном количестве из отверстия, расположенного чуть выше дроссельной заслонки. Тогда при малейшем её открывании СХХ прекращает работать как СХХ - за счет равенства разрежения на входе и на выходе этого канала и практически моментально переключается на переходный режим.

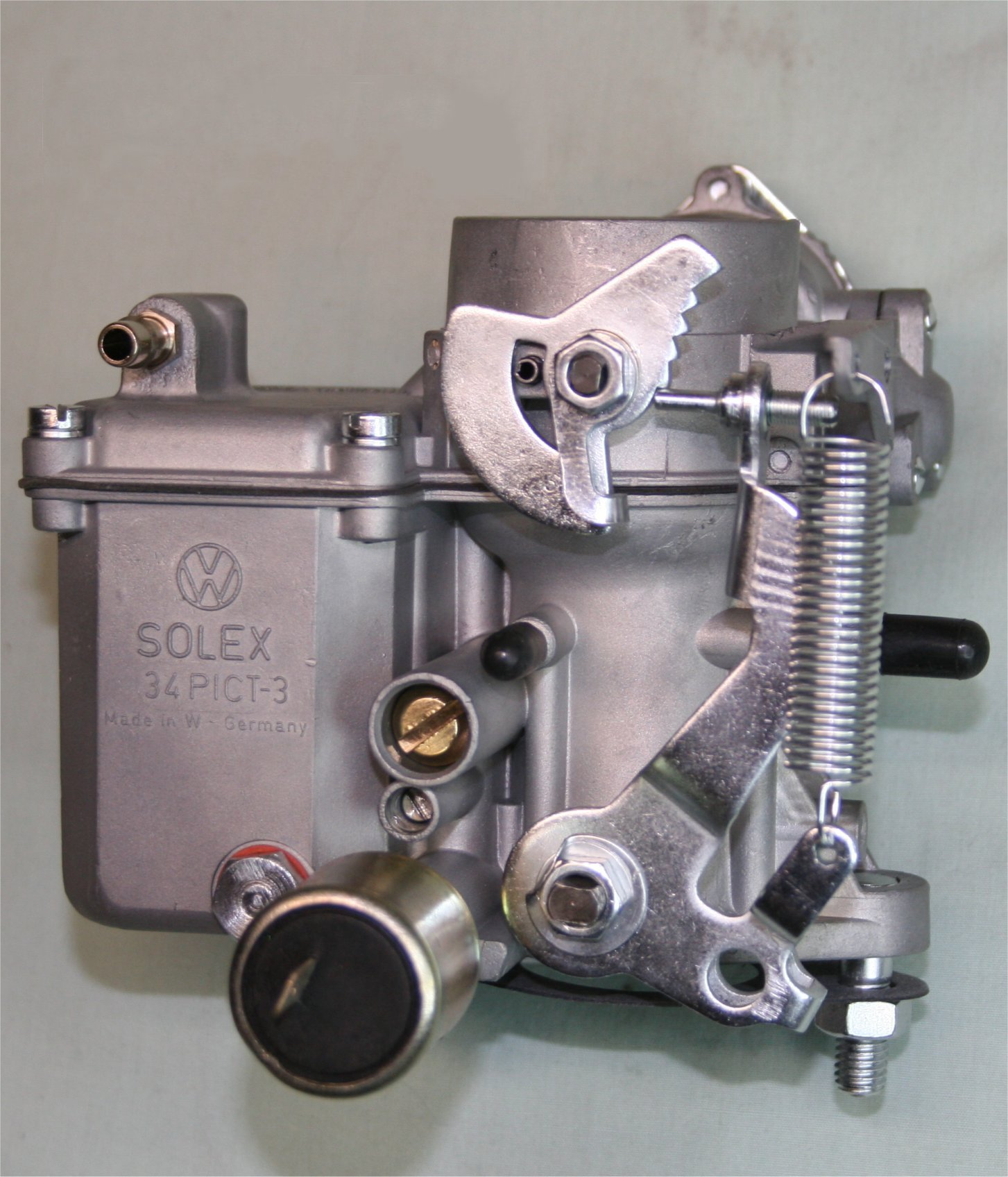
Регулировочные элементы карбюратора VW Solex 34PICT-3

СХХ любого типа обеспечивает самый богатый состав смеси, необходимый для поддержания холостого хода и переходного режима - порядка 1 : 13 - 1 : 14 (α=0.8-0.85). Количество топлива на хх ограничивается только экологическими требованиями.

## Регулировка холостого хода
Регулировка холостого хода осуществляется:
- по устойчивой минимальной частоте вращения;
- по составу смеси, который оказывает влияние на выброс угарного газа и углеводородов.

Повышенная частота вращения XX положительно сказывается на устойчивости работы, но ведет к износу ЦПГ, перерасходу топлива и повышению токсичности. Поэтому ее стараются снизить.
Осуществляют регулировку винтами качества и количества смеси. Результат должен соответствовать требованиям ГОСТ Р 52033-2003.
Поскольку базовый состав смеси для режима холостого хода богатый или обогащенный, то реальное снижение выбросов токсичных веществ на этом режиме может быть достигнуто лишь с использование каталитических нейтрализаторов окислительного типа.
Частично снизить выбросы на режиме ХХ может рециркуляция отработавших газов.